# Михайлов, Николай Иванович (Герой Советского Союза)
Николай Иванович Михайлов (1923, Малая Минуса —1943) — старший лейтенант Рабоче-крестьянской Красной Армии, участник Великой Отечественной войны, Герой Советского Союза (1943).

## Биография
Николай Михайлов родился 6 декабря 1923 года в селе Малая Минуса (ныне — Минусинский район Красноярского края). Окончил семь классов школы. В 1941 году Михайлов был призван на службу в Рабоче-крестьянскую Красную Армию. В 1942 году он окончил пехотное училище. С 1943 года — на фронтах Великой Отечественной войны.
К октябрю 1943 года старший лейтенант Николай Михайлов командовал ротой 236-го стрелкового полка 106-й стрелковой дивизии 65-й армии Центрального фронта. Отличился во время битвы за Днепр. 15 октября 1943 года рота Михайлова одной из первых переправилась через Днепр в районе посёлка Лоев Гомельской области Белорусской ССР и приняла активное участие в боях за захват и удержание плацдарма на его западном берегу. 17 октября 1943 года у деревни Козероги Лоевского района рота Михайлова отразила семь немецких контратак.
Похоронен в деревне Деражичи Лоевского района Гомельской области.

## Награды и звания
Указом Президиума Верховного Совета СССР от 30 октября 1943 года старший лейтенант Николай Михайлов был удостоен высокого звания Героя Советского Союза. Орден Ленина и медаль «Золотая Звезда» он получить не успел, так как погиб в бою 16 ноября 1943 года. Похоронен в деревне Деражичи Лоевского района.
Также был награждён орденом Красной Звезды.

## Память
В честь Михайлова названа улица в Минусинске. На здании Минусинского краевого училища культуры и искусства (бывшая школа № 2) в 2000 году установлена мемориальная доска с текстом «В этом здании учился с 1936 по 1937 гг. Герой Советского Союза Николай Иванович Михайлов».
В честь Героя названа одна из улиц в деревне Деражичи Лоевского района Гомельской области.